# Konstanty Henszel
Konstanty Henszel (ur. 3 marca 1841 w Miłkach w powiecie dziśnieńskim – zm. grudzień 1903 w Paryżu) – cywilny naczelnik powiatu lidzkiego w powstaniu styczniowym, lekarz, polski działacz narodowy, społeczny i emigracyjny, ziemianin.

## Życiorys
Urodził się w 3 marca 1841 w Miłkach w powiecie dziśnieńskim w majątku dziadka. Syn Ludwika i Stefanii z Puciłowskich. Mieszkał z rodzicami w majątku Wołduciszki w powiecie lidzkim.
Ukończył szkołę w Wilnie i rozpoczął studia medyczne w Moskwie. Po roku studiowania medycyny przeniósł się studia matematyczne, które ukończył w wieku 21 lat. Po powrocie do domu działał w polskich organizacjach konspiracyjnych. Brał udział w organizacji powstańczej. W 1863 w chwili wybuchu powstania styczniowego został powołany na cywilnego naczelnika powiatu lidzkiego. Odpowiadał za zaopatrzenie powstańców oraz komunikację między oddziałami w powiecie i wydziałem zarządzającym prowincjami Litwy. W maju 1863  po bitwie pod Dubiczami uciekł przez Wilno do Paryża. Majątek Wołduciszki skonfiskowano, a ojca zesłano do guberni permskiej.
W Paryżu ukończył medycynę, uzyskał tytuł doktora medycyny. Działał w polskich organizacjach emigracyjnych we Francji. Był członkiem zarządu polskiej „Instytucji czci i chleba” w Paryżu, wspomagającej polskich emigrantów i weteranów powstania styczniowego na emigracji.
Był lekarzem-wolontariuszem w Towarzystwie Dobroczynności Dam Polskich w Paryżu. Działał w Komitecie Pomocy Naukowej w Paryżu, którego celem było wspieranie środkami materialnymi i moralnymi uczącej się polskiej młodzieży. Był wydawcą dwutygodnika Przyszłość.
Brał udział w wojnie francusko – pruskiej jako lekarz na froncie. Uzyskał obywatelstwo francuskie. W 1901 roku wydał książkę pt O fermentacyi: przyczynek do nauki gospodarstwa domowego.
Zmarł w 1903 roku w Paryżu. Pochowany na cmentarzu w Montmorency.